# Alisha Chinai
Aisha Chinai (Hindi: अलीशा चिनॉय, nacida el 18 de marzo de 1965) es una cantante pop y playback india, intérprete de temas musicales cantados para películas en hindi.

## Carrera
Alisha en su repertorio discográfico incluye sus más exitosos álbumes como "Jadoo", "Baby Doll", "Aaah Alisha" y "Made in India". Alisha fue introducida para interpretar temas musicales para el cine hindi, esto para el director de música y compositor Bappi Lahiri. Ella se hizo famosa gracias a su talento, tras haber interpretado también en otras películas en la década de los años 1980, entre los filmes más importantes como "Tarzan", "Dance Dance", "Commando", "Guru", "Love Love Love" y entre otros. Cuando ella comenzó su carrera con dicho director y compositor, hizo cantar en su versión de playback para muchas actrices reconocidas, como Smita Patil , Mandakini, Sridevi, Juhi Chawla, Madhuri Dixit y Divya Bharati, en 1985. Alisha también cantó con Remo Fernandes, para su álbum titulado "Old Goan Gold". También grabó una canción para una película de Pankuj Parashar's, titulada "Jalwa" (1987), compuesta por Anand-Milind. Uno de sus más grandes éxitos durante de los años 80 fue "Kaate Nahin Katte" (Mr. India) en 1987, que lo grabó junto a Kishore Kumar, bajo la dirección musical de Laxmikant-Pyarelal. Otra exitosa trayectoria en 1989 fue "Raat Bahr Jaam Se" para la película "Tridev", que contó con la colaboración de Kalyanji-Anandji y Viju Shah.

## Vida personal
Alisha estuvo casada con Rajesh Jhaveri, un empresario y que actualmente se encuentran separados.

## Premios
- Alisha received the Filmfare Best Female Playback Award for the song "Kajra Re" from Bunty Aur Babli in 2005.[1]
- Alisha received the International Billboard Award around the time Made in India came out,[2] and also won the Freddie Mercury Award for Artistic Excellence.

## Discografía parcial
1. Jadoo
2. Aah...
3. Alisha Unleashed
4. Soniya
5. Lover Girl
6. Alisha: Baby Doll of India
7. Madonna
8. Bombay Girl
9. Made In India
10. Om
11. Alisha
12. Greatest Hits
13. Film Hits
14. Best of Alisha Live
15. Dil Ki Rani
16. Shut Up N Kiss Me
17. Alisha : Singer Doll of India

## Discografía parcial[3]
- Alisha Unleashed

1. Aah Alisha
2. Babusha
3. Baby doll
4. Dekho dekho
5. Dheere dheere
6. Jadoo
7. Kiss ko dil doon
8. Pyaara awara
9. Rootho na hum se
10. Shor sharaaba
11. Superman
12. Tara
13. Tarzan my Tarzan
14. Vote for Alisha

- Jaadoo

1. Jaadoo
2. Khuda
3. Mon cheri
4. My angel blue
5. Rootho na humse
6. Kabhi na raat
7. Tum meri zindagi ho
8. Jaadoo

- Alisha

1. Seulement vous (Only you)
2. Ishq se ishq
3. Dilbar jaaniya
4. Maashuka
5. Woh pyaar mera
6. Soniyaa
7. Don't want your love
8. Aai teri yaad
9. Dhuaan dhuaan
10. Can you dance

- Made In India

1. Made in India
2. Lover girl
3. Dil
4. Tu kahaan
5. Ek baar do baar
6. Aajaa
7. Mere saath
8. Oo la la
9. Dhadkan
10. Made in India (Remix)
11. Dede

- Shutup N Kiss Me

1. Shutup n kiss me (Ravi Bal mix)
2. Sohneya aaja (Smedrock dance refix)
3. Tra la la- tere pyaar mein (3si Ibiza mix)
4. Dil goes boom (Mumbai mix)
5. Meri jaan mujhe kehke
6. Silsila (Jazzed up mix)
7. Ghazal
8. Shutup n kiss me (Ravi Bal hiphop refix)
9. Sohneya aaja (Sli Booty mix)
10. Sooni meri kalai
11. Be my lady
12. Shutup n kiss me (Cheeky Monkee refix)

- Kamasutra

1. Kamasutra
2. Main aur tu
3. Intezaar
4. Rota hai kyun mera dil
5. Jhoom baby jhoom
6. Vote for alisha
7. Hai gam humdum
8. Dancing queen
9. Kisko dil de doon
10. Taara
11. Jannat
12. Jalta hai kyun tan badan

## Selección de canciones
- "Made in India" (Made in India, 1995)
- "Jumbalakka" (Thakshak, 1999)
- "Panch Vorsam" (Konkani, Old Goan Gold, 1985)
- "Rajan Ani Prema" (Konkani, Old Goan Gold, 1985)
- "Zooby Zooby" (Dance Dance)
- "Let's Do It" (Jalwa)
- "Kaate Nahin" (Mr. India)
- "Raat Bhare Jaam se" (Tridev)
- "Dhak Dhak" (Maha Sangram)
- "Cha Raha Hain" (Chandramukhi)
- "Sexy Sexy" (Khuddar)
- "Tu Shama Main Parwana Tera" (Khiladi)
- "Ruk Ruk Ruk" (Vijaypath)
- "Bambai Se Rail Chali" (Zaalim)
- "My Adorable Darling" (Main Khiladi Tu Anari)
- "Ure Baba" (Bambai Ka Babu)
- "Tere Ishq Main Nachenge" (Raja Hindustani)
- "Krishna Krishna" (Insaaf)
- "De Diya Dil Piya" (Keemat)
- "Tinka, Tinka" (Karam)
- "Pyaar Aaya" (Plan)
- "Mehboob Mere" (Plan)
- "Oh My Darling!" (Mujhse Dosti Karoge, 2002)
- "Rang Rang Mere Rang Rang Mein" (Bollywood/Hollywood, 2002)
- "Chot Dil Pe Lagi" (Ishq Vishk, 2003)
- "Dil Ko Hazar Bar" (Murder, 2004)
- "Maine Jisko Chaha" (Fida, 2004)
- "Hamnasheen" (Dobara, 2004)
- "Tinka Tinka" (Karam, 2005)
- "Kajra Re" (Bunty Aur Babli, 2005)
- "Ishq Di Gali" (No Entry, 2005)
- "Dil Chura ke Mere" (No Entry, 2005)
- "Yeh Ishq Mein" (No Entry, 2005)
- "Abhi toh mein" (Killer,2006)
- "Aaj Ki Raat" (Don, 2006)
- "Touch Me" (Dhoom 2, 2006)
- "It's Rocking" (Kya Love Story Hai, 2007)
- "Ticket To Hollywood" (Jhoom Barabar Jhoom, 2007)
- "Lover Boy" (Love Story 2050, 2008)
- "Bebo" (Kambakkht Ishq, 2009)
- "Tera Hone Laga Hoon" (Ajab Prem Ki Ghazab Kahani, 2009)
- "Jiyara Jiyara" (Prince, 2010)
- "Dilruba" (Namastey London, 2007)